# Norrköpings centralstation
Norrköpings centralstation – stacja kolejowa w Norrköping, w regionie Östergötland, w Szwecji. Stacja została otwarta w 1866. 